# Cyril Fox
'Sir Cyril Fred Fox FSA FBA MRIA (16. december 1882 – 15. januar 1967) var en engelsk arkæolog og museumsdirektør.
Fox blev Keeper of archaeology på National Museum of Wales, og tjente efterfølgende som direktør fra 1926 til 1948. Sammen med sin anden kone, Aileen Fox, undersøgte og udgravede han adskillige forhistoriske monumenter i Wales. Sammen med Iorwerth Peate etablerede han Welsh Folk Museum ved St Fagans, og sammen med Lord Raglan skrev han den omfattende bog Monmouthshire Houses om folkearkitektur.